# ساندریج، انتاریو
ساندریج، انتاریو (به انگلیسی: Sundridge) یک منطقهٔ مسکونی در کانادا است که در انتاریو واقع شده‌است.

## خصوصیات
ساندریج ۹۸۵ نفر جمعیت دارد.